# Skydrol
Lo Skydrol è un fluido idraulico poco infiammabile usato in aviazione e prodotto dall'azienda statunitense Solutia. Ci sono diversi tipi di Skydrol, tra cui lo Skydrol 500B-4, lo Skydrol LD-4 e lo Skydrol 5.
Lo Skydrol è formato da un gruppo di additivi chimici mescolati in una base di estere fosfato resistente al fuoco che inibisce la corrosione e previene l'erosione delle servovalvole e include un colorante viola o verde per l'identificazione. È stato scelto da alcuni fabbricanti di velivoli tra cui Airbus, Boeing e BAE Systems ed è in uso da più di 40 anni.
Solutia produce lo Skydrol in uno stabilimento costruito nel 2005 ad Anniston, in Alabama.
Usando lo Skydrol è necessario controllare l'acidità e la contaminazione. Il fluido ha una durata dichiarata di 10 anni dalla data di produzione.
Lo Skydrol è irritante per i tessuti umani. Quando si lavora su sistemi che usano questo fluido è raccomandato l'uso di guanti e occhiali di protezione. Se finisce sulla pelle causa la formazione di un'irritazione cutanea pruriginosa con sensazione di bruciore simile ad un'ustione solare. Gli effetti passano dopo circa un paio d'ore e alcuni studi compiuti hanno determinato che lo Skydrol non ha effetti permanenti sui tessuti umani. L'olio di ricino può essere applicato sulla ferita per alleviare la sensazione di bruciore.
Lo Skydrol è incompatibile con molte materie plastiche e vernici, le quali possono essere corrose dal fluido. Altri materiali che patiscono l'esposizione allo Skydrol sono l'acetato di rayon e le scarpe con suola in gomma.